# Cyclocross-Weltmeisterschaften 1972
Die Cyclocross-Weltmeisterschaften 1972 wurden am 27. Februar in Prag ausgetragen, und zwar im Park Riegrovy sady im Stadtteil Vinohrady.

## Ergebnisse

### Profis
| Platz | Land        | Sportler          |
| ----- | ----------- | ----------------- |
| 1     | Belgien     | Erik De Vlaeminck |
| 2     | Deutschland | Rolf Wolfshohl    |
| 3     | Schweiz     | Hermann Gretener  |

### Amateure
| Platz | Land             | Sportler          |
| ----- | ---------------- | ----------------- |
| 1     | Belgien          | Norbert Dedeckere |
| 2     | Tschechoslowakei | Miloš Fišera      |
| 3     | Deutschland      | Wolfgang Renner   |